# Zamia fischeri
Zamia fischeri — вид голонасінних рослин класу Саговникоподібні (Cycadopsida).
Етимологія: названий на честь Густава Фішера (Gustav Fischer), садівника й ентузіаста саговникоподібних в середині дев'ятнадцятого століття.

## Опис
Стовбур підземний, майже кулястий, 2–8 см діаметром. Листя 3–8, завдовжки 15–30 см; ніжка листка довжиною 5–10 см, без колючок; хребет з 5–9(12) парами листових фрагментів. Листові фрагменти ланцетні, гострі на вершині, краї з численними зубчиками у верхній половині, серединні листові фрагменти завдовжки 3–5 см, 0,5–1 см шириною. Пилкові шишки жовтувато-коричневі, від циліндричних до яйцювато-циліндричних, тупі на вершині, 5–7 см завдовжки, 1–2 см діаметром; плодоніжка завдовжки 1,5–2,5 см. Насіннєві шишки від зеленувато-сірих до сірих, від циліндричних до яйцювато-циліндричних, загострені на верхівці, 8–12 см завдовжки, 4–7 см діаметром. Насіння червоне, довжиною 1,3–1,8 см, 0,5–0,8 см діаметром. 2n = 16.

## Поширення, екологія
Країни зростання: Мексика (Керетаро, Сан-Луїс-Потосі, Тамауліпас). Рослини знаходяться в добре дренованих скелястих ділянках у вічнозелених сосново-дубових лісах і вологих лісах, в районах глибокої тіні.

## Загрози та охорона
Руйнування середовища проживання, чинить руйнівну дію на популяції в дикій природі. Рослини охороняються в Sierra Gorda Biosphere Reserve та El Cielo Biosphere Reserve.